# Mark Medlock
Mark Leon Medlock (né le 9 juillet 1978 à Francfort-sur-le-Main, Allemagne) est un chanteur allemand. Mark Medlock vivait depuis 1986 à Offenbach-sur-le-Main. Il a gagné la quatrième saison de Deutschland sucht den SuperStar (DSDS).

## Discographie

### Albums
- 2007 : Mr. Lonely (D : 1 ; AT : 2 ; CH : 2)
- 2007 : Dreamcatcher (D : 2 ; AT: 6 ; CH : 14)
- 2008 : Cloud Dancer (D : 2 ; AT : 6 ; CH : 11)
- 2009 : Club Tropicana (D : 3 ; AT : 7 ; CH : 15)
- 2010 : Rainbow's End (D : 3 ; AT : 7 ; CH : 27)
- 2011 : My World (D : 22 ; AT : 63 ; CH : —)
- 2014 : Im Nebel
- 2017 : Zwischenwelten

### Singles
- 2007 : Now Or Never (D : 1 ; AT : 1 ; CH : 1)
- 2007 : You Can Get It (avec Dieter Bohlen) (D : 1 ; AT : 3 ; CH: 3)
- 2007 : Unbelievable (D : 4 ; AT : 19 ; CH : 27)
- 2008 : Summer Love (D : 1 ; AT : 4 ; CH : 14)
- 2009 : Mamacita (D : 2 ; AT : 4 ; CH : 17)
- 2009 : Baby Blue (D : 4 ; AT : 34 ; CH : —)
- 2010 : Real Love (D : 2 ; AT : 13 ; CH : 54)
- 2010 : Sweat (A La La La La Long) (avec Mehrzad Marashi) (D : 2 ; AT : 7 ; CH : 16)
- 2010 : Maria Maria (D : 24 ; AT : — ; CH : —)
- 2011 : The Other Side of Broken (D : 55 ; AT : — ; CH : —)